# Gino Frediani
Gino Frediani (1913 – 28 aprile 1984) è stato un religioso italiano, uscito dalla Chiesa cattolica e autoproclamatosi, nel 1973, papa della Chiesa Novella Universale del Sacro Cuore di Gesù, da lui stesso fondata, con il nome di Emmanuel I.
Già parroco cattolico di Gavinana (frazione del comune di San Marcello Piteglio), fu uno dei numerosi antipapi sedevacantisti del XX secolo.

## Biografia
Gino Frediani operò come parroco a Gavinana fin dalla fine degli anni quaranta. Ricordato anche per una parentela con Fausto Coppi, ebbe un ruolo attivo nella comunità, dando vita ad una cooperativa edile nel 1948, che diede lavoro a molte persone. L'albergo "Le Dolomiti", che successivamente diventerà sede della comunità religiosa di Emmanuel I, era proprietà della cooperativa.
Tra il 1973 e il 1974, don Gino Frediani sostenne di aver ricevuto molte apparizioni da parte di profeti dell'Antico Testamento che, secondo il sacerdote, gli rivelarono l'elezione al soglio pontificio con il nome di Emmanuel I, e lo guidarono nella costruzione di una nuova chiesa, la Chiesa Novella del Sacro Cuore di Gesù.
Nel novembre 1982 due parroci friulani, don Alfredo D'Agostini (64 anni) e don Oreste Rosso (74), abbandonarono le loro parrocchie, inviando una lettera all'Arcivescovo di Udine, Alfredo Battisti, per aderire alla Chiesa Novella Universale e furono nominati vescovi da Emmanuel I. La notizia ebbe eco internazionale.
A seguito di questi avvenimenti, nel 1983, il vescovo di Pistoia, monsignor Simone Scatizzi, decise di allontanare definitivamente don Gino dalla parrocchia di Santa Maria Assunta in Gavinana che gli era stata affidata.
Pertanto, la sede della Chiesa Novella si spostò in un albergo di Gavinana, che diventò il luogo in cui si ritrovavano i fedeli seguaci di Emmanuel I.
Negli anni successivi alla morte di Frediani nel 1984, la Chiesa Novella fu guidata da don Sergio Melani, che non si autoproclamò papa, ma semplicemente capo temporaneo della Chiesa, in attesa del ritorno di Emmanuel I. Alcuni fedeli si rinchiusero nell'albergo in attesa dell'Apocalisse, uscendo raramente e solo a volto coperto.
Sul finire del 1999, la Procura della Repubblica di Pistoia, indagò Sergio Melani circa le donazioni - a favore della cooperativa da lui amministrata - a cui erano obbligati gli adepti della comunità religiosa. A inizio 2000, l'ex albergo "Le Dolomiti", iscritto al catasto come sede della comunità e casa di riposo per gli adepti, ospitava stabilmente una quindicina di fedeli.

## Opere
Gino Frediani e Sergio Melani hanno pubblicato alcuni libri, creando la casa editrice Aggeo:
- Frediani G., Appelli del sacro cuore di Gesù agli uomini del ventesimo secolo. Dio mi ha parlato e mi parla., Aggeo, 1981.
- Frediani G., Melani S., Le ultime volontà di Dio per la terra nascoste nei profeti dell'Antico e del Nuovo Testamento: è suonata la settima tromba dell'Apocalisse per il Vaticano e per il mondo, Aggeo, 1984.
- Appendice scritturale ai profeti dell'Antico e del Nuovo Testamento. È suonata la settima tromba dell'Apocalisse per il Vaticano e per il mondo, Aggeo, 1985.

Periodo precedente le presunte rivelazioni profetiche:
- Frediani G., La chiesa di Gavinana, in Santoli Q. Ferrucci e Gavinana, Ente provinciale per il turismo di Pistoia, Azienda autonoma soggiorno e turismo di San Marcello Pistoiese, 1957.